# Ports de Tortosa-Beseit
Les Ports de Tortosa-Beseit, connus aussi comme Els Ports, sont un massif montagneux situé à l'extrémité orientale du système Ibérique qui constitue une zone de transition avec la Cordillère prélittorale catalane.

## Géographe
Le massif est une vaste zone très montagneuse qui couvre plus de huit cents kilomètres carrés. Le relief est calcaire, extrêmement complexe avec des montagnes multiples, des sommets, des falaises, des vallées profondes et des formations rocailleuses crues[Quoi ?]. La montagne de L'Espina est un contrefort des Ports en direction du nord-est qui constitue une transition avec la Cordillère prélittorale catalane.
Ce massif se trouve à cheval sur la Catalogne, l'Aragon et le Pays valencien. Au Tossal del Rei il y a un tumulus de pierres qui symbolise le point de rencontre traditionnel des trois anciens royaumes de la couronne d'Aragon.
Le point culminant des Ports est le mont Caro, avec 1 443 mètres d'altitude.